# Felső-Tápió
Felső-Tápió este o arie protejată (arie specială de conservare — SAC, sit de importanță comunitară — SCI) din Ungaria întinsă pe o suprafață de 2.047,64 ha, integral pe uscat.

## Localizare
Centrul sitului Felső-Tápió este situat la coordonatele 47°24′06″N 19°40′55″E / 47.401667°N 19.681944°E.

## Înființare
Situl Felső-Tápió a fost declarat sit de importanță comunitară în mai 2004 pentru a proteja 3 specii de plante și 16 specii de animale. Situl a fost protejat și ca arie specială de conservare în februarie 2010.

## Biodiversitate
Situată în ecoregiunea panonică, aria protejată conține 7 habitate naturale: Păduri aluvionare cu Alnus glutinosa și Fraxinus excelsior (Alno-Padion, Alnion incanae, Salicion albae), Pajiști cu Molinia pe soluri calcaroase, turboase sau argilos-nămoloase (Molinion caeruleae), Tufărișuri panonice ale dunelor de nisip continentale (Junipero-Populetum albae), Pajiști aluvionare inundabile, de Cnidion dubii, Stepe panonice nisipoase, Păduri mixte riverane de Quercus robur, Ulmus laevis și Ulmus minor, Fraxinus excelsior sau Fraxinus angustifolia, de-a lungul marilor râuri (Ulmenion minoris), Liziere de ierburi înalte hidrofile de câmpie și de nivel montan până la alpin.
La baza desemnării sitului se află mai multe specii protejate:
- plante (3): Cirsium brachycephalum, Colchicum arenarium, Iris humilis subsp. arenaria
- amfibieni (2): buhai de baltă cu burta roșie (Bombina bombina), triton cu creastă dobrogean (Triturus dobrogicus)
- mamifere (3): castor (Castor fiber), vidră de râu (Lutra lutra), popândău (Spermophilus citellus)
- nevertebrate (6): Bolbelasmus unicornis, Coenagrion ornatum, Cucujus cinnaberinus, rădașcă (Lucanus cervus), fluturele purpuriu (Lycaena dispar), Maculinea teleius
- pești (4): zvârluga (Cobitis taenia), țipar (Misgurnus fossilis), boarță (Rhodeus sericeus amarus), țigănuș (Umbra krameri)
- reptile (1): țestoasa de baltă (Emys orbicularis)

Pe lângă speciile protejate, pe teritoriul sitului au mai fost identificate 29 de specii de plante, 2 specii de păsări, 3 specii de amfibieni, 13 specii de nevertebrate, 3 specii de reptile.